# 교황 비오 1세
교황 비오 1세(라틴어: Pius I, 이탈리아어: Pio I)는 제10대 교황이다. 사후 성인으로 시성되었으며, 축일은 7월 11일이다.

## 생애 초기
비오는 ‘경건한’이란 뜻이다. 비오 1세는 1세기 말엽에 이탈리아 북부에 있는 아퀼레이아에서 태어난 것으로 알려졌다. 《교황 연대표》에 의하면, 그의 아버지는 ‘루피누스(Rufinus)’라고 하며, 역시 아퀼레이아 태생이라고 한다.
2세기 문헌인 《무라토리의 카논》과 《리베리오 교황표》에 따르면, 비오 1세는 신약성서 위경인 《헤르마스의 목자》의 저자인 헤르마스와 형제 사이였다고 기술되어 있다. 헤르마스는 자신의 저서에서 자신이 과거에 노예 신분이었다고 고백하였다. 이를 근거로 헤르마스와 비오 1세는 본래 노예였다가 해방되어 자유민이 된 것으로 추정된다.

## 교황
비오 1세는 2세기 중엽 안토니누스 피우스와 마르쿠스 아우렐리우스의 치세 동안 교회를 이끌었다고 전해진다. 그는 예수 부활 대축일은 오직 주일(일요일)에만 거행되어야 한다는 지시를 내렸다고 전해진다. 그렇지만 이 기록의 출처인 《교황 연대표》는 6세기 초가 되어서야 비로소 편찬되었기에 역사적 신빙성은 부확실하다. 비오 1세는 또한 산타 푸덴치아나 성당을 건립할 것을 지시하였다. 이 성당은 오늘날 로마에서 가장 오래된 성당 가운데 하나이다.
비오 1세는 재위기간 내내 힘겨운 시기를 보냈다. 왜냐하면 그가 교황으로 있을 당시 로마에서는 성 유스티노가 기독교 교리를 가르치는 동시에 다른 한편에서는 발렌티누스와 케르돈, 마르키온 등의 영지주의를 신봉하는 이단자들이 활동하였기 때문이다. 이러한 상황은 큰 문제를 일으켰으므로 비오 1세는 발렌티누스, 케르돈, 마르키온 등을 단죄하며 그들을 파문하였다.
비오 1세가 로마에서 순교했을 것이라는 추측이 있는데, 그 이유는 성무일도의 초기 판본에 그가 순교했다는 기록이 있기 때문이다. 1969년 로마 가톨릭교회의 성인 달력이 개정될 때 조사한 바에 의하면, 비오 1세가 순교했다는 명확한 증거가 없기 때문에 순교자라는 칭호를 제거하였다. 《로마 순교록》도 마찬가지로 비오 1세를 순교자로 기록하고 있지 않다.

## 같이 보기
- 교황 목록